# Joan Maró
Joan Maró (siríac: ܣܘܪܝܝܐ; àrab: يوحنا مارون, Yūḥanā Mārūn; llatí: Joannes Maro) (Sirmaniyah, Síria, primera meitat del segle vii - monestir de Mar Marun, Bkerke, Líban, 707) fou un monjo, primer patriarca maronita i fundador de l'Església Maronita. És venerat com a sant per diverses confessions cristianes.

## Biografia
Joan fou fill d'Agató, governador de Sarum i Anohamia, net del príncep Alidipas, que governava Antioquia. Fou educat a Antioquia, al monestir de Sant Maró, vora l'Orontes, i hi aprengué matemàtiques, ciències, filosofia i teologia. Es va fer monjo i ingressà al mateix monestir, afegint el nom de Maró al seu.
Anà a Constantinoble i hi estudià grec i patrística; en tornar a Sant Maró, escrigué obres eclesiàstiques, retòriques, litúrgiques... Notable predicador i professor, explicà el dogma catòlic del Concili de Calcedònia, compongué la pregària eucarística del seu nom i escrigué cartes i tractats contra les heretgies monofisita i monotelita.
Fou nomenat bisbe en 676 i assignat al Mont Líban amb la missió de predicar-hi i lluitar contra les heretgies. Va aconseguir que els actuals maronites continuessin units a l'Església, en un moment que els musulmans havien envaït el país i hi guanyaven adeptes. Va viatjar per la egió predicant, atenent necessitats i lluitant.
Els maronites constituïen el gruix de l'exèrcit maradita, que protegia l'Imperi Romà d'Orient contra l'expansió àrab. En 685 els maradites van fer servir la seva influència per fer que Joan Maró fos escollit patriarca d'Antioquia i de tot Orient en 685. Amb l'aprovació del papa Sergi I, esdevingué el primer patriarca maronita de la seu d'Antioquia, la més antiga de la cristiandat.
L'emperador romà d'Orient Justinià II no s'hi mostrà d'acord, ja que temia un increment de la influència maradita i ell mateix havia proposat a un altre candidat, Joan el Patriarca. Envià, doncs, un exèrcit per lluitar contra els maradites i capturar Joan Maró. Els romans d'Orient van conquerir Antioquia, destruïren el monestir de Sant Maró i hi mataren cinc-cents monjos. Joan Maró escapà al Líban.
L'exèrcit maradita, comandat per Ibrahim, nebot de Joan Maró, va derrotar-hi els romans d'Orient. Joan fundà al Líban el monestir de Ras Marun ("cap de Maró") a Kfarhy, i hi traslladà la seu episcopal. Els maradites mateixos se separaren de l'església romana d'Orient i es fundà, així, la identitat religiosa maronita, que es mantingué unida a l'Església catòlica.